# Ugo Foscolo
Niccolò Ugo Foscolo (6. února 1778, Zakynthos – 10. září 1827, Londýn) byl italský preromantický básník, spisovatel a překladatel. Byl stoupencem sjednocení a samostatnosti Itálie a aktivně se zapojil do vojenských a politických akcí během napoleonských válek. Nesouhlas s výsledným uspořádáním po jejich ukončení ho přiměl odejít v roce 1816 do emigrace, kde strávil zbytek života.

## Mládí
Otec Andrea Foscolo byl lékař původem z Benátek a matka Řekyně. Dětství prožil v chorvatském Splitu, kde jeho otec působil jako vojenský chirurg. Po jeho smrti v roce 1788 matka s dětmi odešla do Benátek, kde jí poskytli podporu manželovi příbuzní. Ugo Foscolo v letech 1793–1797 navštěvoval školu San Cipriano na ostrově Murano a studia dokončil na universitě v Padově. Mezi jeho učiteli byl i italský básník a překladatel Melchiore Cesarotti, který Foscola významně ovlivnil ve vztahu k antické i moderní literatuře. Vzbudil v něm také zájem o myšlenky francouzských encyklopedistů a ideály revoluce. 

## Literární kariéra a politika
Jedním z Foscolových prvních literárních počinů byla hra Tieste, uvedená na divadelní prkna v roce 1797. Dosáhla jistého úspěchu, stejně jako jeho první básně. Dále se začal angažovat i v politice a to hlavně v souvislosti s rozpadem Benátské republiky. Foscolo se stal jedním z prominentních členů benátského národního výboru a dokonce napsal dopis Napoleonu Bonapartovi očekávaje jeho pomoc se svržením benátské oligarchie a nastolením svobodné republiky. Benátská republika zanikla roku 1797, kdy byla připojena jako kompenzace k Rakousku. To pak o Benátsko přišlo v průběhu napoleonských válek v roce 1805. Pod rakouskou nadvládu se Benátsko opět dostalo až roku 1814, kdy bylo jeho připojení k Rakouskému císařství schváleno Vídeňským kongresem.
Připojení Benátska k Rakousku v roce 1797 Foscola velmi šokovalo a rozhodl se odejít do Milána, které vzdorovalo rakouské nadvládě. V Miláně se Foscolo věnoval překladatelství a stále také snahám o osvobození a sjednocení Itálie. Jeho zklamání z politického vývoje se odrazilo v jeho románu Poslední dopisy Jakuba Ortise (1798). Dílo je psáno jako dopisy mladého studenta, který trpí nesvobodou vlasti a neopětovanou láskou k dívce. Hrdina nakonec končí život sebevraždou. Dílo je částečně autobiografické a je mnohdy přirovnáváno ke Goethovu Utrpení mladého Werthera. Bylo původně inspirováno Foscolovou láskou k Tereze Picklerové, manželce básníka Vincenza Montiho. Na definitivní podobě románu pracoval Foscolo s přestávkami téměř dvacet let, protože první vydání bylo bez jeho souhlasu upraveno v souladu s podmínkami rakouské cenzury.  V dalším vydání, dokončeném v Miláně v roce 1802, se promítlo jeho nové citové vzplanutí. Je spojením intimního milostného románu s politickým - spojením úzce osobní tragédie s tragédií národní.
Jeho osobní život byl poznamenán sebevraždou bratra Giovanniho a finančními starostmi. Přesto se mu podařilo v roce 1803 vydat v Pise první výbor své lyrické poezie pod titulem Básně Uga Foscola (Poesie di Ugo Foscolo). V letech 1804–1806 pobýval ve Francii, kde překládal díla Laurence Sterna a svého oblíbeného Homéra. Z milostné romance s mladou Angličankou se mu tam narodila nemanželská dcera Mary, kterou později ve svých dopisech nazývá fiktivním jménem Floriana.
V roce 1807 vydal při pobytu v Brescii svoji nejlepší báseň Hroby (Dei sepolcri), což je jeho pokus o únik do minulosti před problémy současnosti a očekávanou špatnou budoucností. V roce 1808 krátce působil jako vedoucí katedry na univerzitě v Pavii, ale po jejím zrušení se vrátil zpět do Milána. Kvůli svým politickým názorům byl Foscolo pod dohledem policie a po premiéře historické hry Ajax (Aiace) v divadle La Scala, byl nakonec donucen odejít z Milána. Cenzura viděla ve hře skrytou kritiku Napoleona a další reprízy byly zakázány. 

## Konec života
Putoval po Itálii a nakonec se dostal do Florencie, kde napsal tragédii Ricciarda, která byla poprvé uvedena v roce 1813 v Bologni. V roce 1813 se ještě jednou vrátil do Milána, který však musel opět brzy opustit. Po porážce Napoleona věřil, že se podaří Itálii získat nezávislost a zapojil se do osvobozovacího hnutí. Když v březnu 1815 odmítl přísahat věrnost Rakouskému císařství, rozhodl se pro emigraci.
Tentokrát směřoval do Švýcarska, kde se mu podařilo v Curychu publikovat třetí verzi Dopisů Jakuba Ortise se slavným dopisem Napoleonovi. Proti Napoleonovi jsou zaměřeny i jeho polemické články o otroctví Itálie (Della servitù dell’Italia) a satira na literáty pod názvem Hypercalypsis.
V roce 1816 odešel do Anglie, kde strávil zbytek života. Živil se přednáškami a psaním článků o italské literatuře, literárními kritikami, překlady a novými redakcemi svých děl. Jeho finanční situace se zhoršovala, často mu hrozilo i vězení pro dlužníky. V roce 1827 se zhoršil jeho zdravotní stav, v nemoci o něj pečovala dcera Mary.
Ugo Foscolo zemřel 10. září 1827 v Londýně, kde byl i pohřben. Jeho ostatky byly o 44 let později, po sjednocení a osvobození Itálie, převezeny do Florencie, kde jsou uloženy v kostele Santa Croce.